# Franciszek Ksawery Branicki
Il conte Franciszek Ksawery Branicki (Varsavia, 1730 – Bila Cerkva, 1819) è stato un generale e avventuriero polacco.
Membro di una famiglia della szlachta della Confederazione polacco-lituana, fu poi uno dei capi più ardenti della confederazione di Targowicka. Morì in Russia da esule.

## Biografia
Il conte Franciszek apparteneva alla potente famiglia dei Branicki-Korczak: suo padre fu Piotr Branicki e sua madre Melania Teresa Szembek. 

## Carriera
Nel 1754 divenne nobile di camera, e a cavallo del 1754/1755 divenne ciambellano di Augusto III il Sassone. Iniziò la sua carriera come soldato nella guerra dei sette anni nell'esercito russo, poi nell'esercito francese. Si distinse a Sarbinowo nel 1758, comandando uno squadrone di cavalleria russa. Per i suoi meriti nell'esercito francese, Luigi XV lo onorò del titolo di conte (in Polonia fino alle spartizioni, il titolo non fu riconosciuto).
Rientrato nel Regno di Polonia, strinse amicizia con il re Stanisław August Poniatowski, iniziando una rapida scalata al potere: a trentaquattro anni (1764) figurava nel personale di corte in qualità di podstoli ed era già stato insignito dell'Ordine dell'aquila bianca; l'anno successivo fu ambasciatore presso il re di Prussia a Berlino; nel periodo 1766-1773 ricoprì la carica di łowczy (gran maestro di caccia della corona); nel 1771 fu ambasciatore a Mosca presso la corte di Caterina II.

## La carriera militare e le scelte filo-russe
Nel 1773 con la nomina a "hetman di campo della corona", il conte Branicki avviò la sua carriera militare e l'anno successivo fu nominato grand hetman della corona polacca.

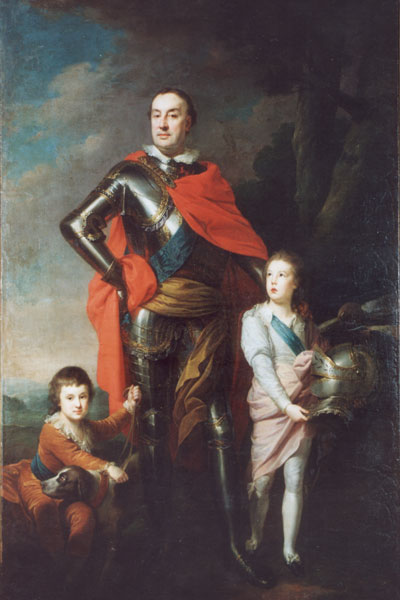
Franciszek Ksawery Branicki

Il conte Branicki si oppose strenuamente alla riforma del Sejm (1788-1792) e nel 1792 fu tra i primi magnati polacco-lituani ad appoggiare l'atto di costituzione della confederazione di Targowicka, che dichiarava decadute le riforme introdotte dalla Costituzione polacca di maggio; garante dell'atto fu la zarina Caterina II, a discapito del re polacco Stanisław August Poniatowski. Branicki guidò le forze della confederazione nella successiva guerra russo-polacca del 1792. Nel 1793, dopo la seconda spartizione della Polonia, il conte fu costretto a ritirarsi in Russia e privato del titolo di grand hetman, accusato di alto tradimento. Nel 1794, durante l'insurrezione di Kościuszko, Branicki venne condannato a morte in contumacia.

## Matrimonio
Nel 1781 sposò Aleksandra von Engelhardt (1754-15 agosto 1838), nipote di Grigorij Aleksandrovič Potëmkin. Ebbero cinque figli:
- Katarzyna Branicka (1782-1820), sposò in prime nozze Konstanty Sanguszko e in seconde nozze Stanisław Potocki, ebbero una figlia;
- Władysław Grzegorz Branicki (1783-1843), sposò Rose Stanislavovna Potocka, ebbero sette figli;
- Aleksandr Branicki (1783-1798);
- Zofia Branicka (1790-1879), sposò Artur Stanisław Potocki, ebbero quattro figli;
- Elżbieta Branicka (1792-1881), sposò il conte Michail Semënovič Voroncov, ebbero sei figli;

## Curiosità
Franciszek Branicki è anche noto per aver sostenuto un duello alla pistola con Giacomo Casanova, da cui entrambi i contendenti uscirono feriti, il polacco in modo grave. Lo scontro, causato dalle attenzioni, ritenute troppo pressanti, rivolte da Casanova alla ballerina veneziana Anna Binetti, si svolse nel 1766, durante la permanenza del veneziano in Polonia, e fu il motivo del rapido allontanamento di questi dal regno polacco.